# Henrik Dam
Carl Peter Henrik Dam (Copenhague, 21 de fevereiro de 1895 — Copenhague, 18 de abril de 1976) foi um bioquímico dinamarquês.

## Carreira e Pesquisa
Ele recebeu o Prêmio Nobel de Medicina em 1943 pelo trabalho conjunto com Edward Doisy na descoberta da vitamina K e seu papel na fisiologia humana. O principal experimento de Dam envolveu alimentar as galinhas com uma dieta sem colesterol. Ele inicialmente replicou experimentos relatados por cientistas do Ontario Agricultural College (OAC). McFarlane, Graham e Richardson, trabalhando no programa de ração para pintinhos da OAC, usaram clorofórmio para remover toda a gordura da ração para pintinhos. Eles notaram que pintinhos alimentados apenas com ração pobre em gordura desenvolveram hemorragias e começaram a sangrar nos locais de marcação. Dam descobriu que esses defeitos não podiam ser restaurados adicionando colesterol purificado à dieta. Parecia que - junto com o colesterol - um segundo composto havia sido extraído da comida, e esse composto foi chamado de vitamina da coagulação. A nova vitamina recebeu a letra K porque as descobertas iniciais foram relatadas em um jornal alemão, no qual foi designada como Koagulationsvitamin.
Ele recebeu um diploma de graduação em química do Instituto Politécnico de Copenhague (agora Universidade Técnica da Dinamarca) em 1920 e foi nomeado instrutor assistente de química na Escola de Agricultura e Medicina Veterinária. Em 1923, ele alcançou o posto de instrutor de bioquímica no Laboratório de Fisiologia da Universidade de Copenhagen. Ele estudou microquímica na Universidade de Graz com Fritz Preglem 1925, mas voltou para a Universidade de Copenhague, onde foi nomeado professor assistente no Instituto de Bioquímica em 1928 e professor assistente em 1929. Durante seu período como professor na Universidade de Copenhague, ele passou algum tempo trabalhando no exterior e, em 1934, apresentou uma tese intitulada Nogle Undersøgelser over Sterinernes Biologiske Betydning (Algumas investigações sobre o significado biológico das esterinas) para a Universidade de Copenhagen, e recebeu o grau de Ph.D. em bioquímica.
Entre 1942 e 1945, Dam foi pesquisador associado sênior da Universidade de Rochester; foi durante esse período que recebeu o Prêmio Nobel de Fisiologia ou Medicina de 1943. Em 1951, ele foi um dos sete ganhadores do Prêmio Nobel que compareceram à primeira reunião do ganhador do Prêmio Nobel em Lindau.